# 手宮
手宮（てみや）は、北海道小樽市の地名。

## 概要
1880年（明治13年）北海道で最初の鉄道（官営幌内鉄道、のちの国鉄手宮線）が手宮―札幌間に通じ、北海道鉄道発祥の地として知られている。
手宮線が廃線となった現在では、小樽市総合博物館を中心に小樽市の主要な歴史・文化・観光エリアの一つとなっている。

## 地理
小樽市街地の北東部に位置し、小樽港に面する。
南は色内、錦町、北は高島、西は末広町に接する。

## 歴史
明治初期に手宮村として成立。1880年（明治13年）に官営幌内鉄道が開通し、手宮駅や官設手宮工場、石炭船積用桟橋が開設された。1881年（明治14年）には手宮村が手宮町、手宮裏町に分割される。1899年（明治32年）小樽区の成立に伴い編入されその一部となる。

## 交通

### バス
- 北海道中央バス（おたもい営業所）
  - かつては手宮ターミナルが存在した。

### 道路
- 北海道道454号小樽海岸公園線

## 施設

### 港湾
- 小樽港（重要港湾）
  - 手宮岸壁
  - 厩町岸壁

### 官公庁
- 小樽警察署手宮交番
- 小樽市消防本部手宮支署
- 小樽市水道局中央下水終末処理場

### 公共施設
- 手宮公園
  - 市営手宮緑化植物園
  - 小樽手宮公園競技場

### 教育機関
- 中学校
  - 小樽市立末広中学校

### 名所・観光スポット
- 旧国鉄手宮線
- 小樽市総合博物館本館
- 手宮洞窟
- 小樽天然温泉湯の花手宮殿

## 祭り・イベント
手宮地区の主な祭り・イベント。
- 小樽稲荷神社例大祭(6月上旬)
- おたるいか電祭り(8月下旬)  いか釣り船の集魚灯による電飾が手宮銀座の商店街を照らす。手宮銀座商店街にて。
- 小樽クラシックカー博覧会(8月下旬) 全国から｢クラシックカー｣が集まる。総合博物館にて。